# Salvador Vives i Rodó
Salvador de Vives Rodó (Vilobí d'Onyar, 1784 - Ponce, 24 de novembre de 1845) fou un polític i hisendat porto-riqueny. Fou alcalde de Ponce, Puerto Rico, en el període de 1840 a 1842 i de 1844 a 1845. Era el fill de Quirze Vives i Ana Maria Rodó. Català emigrat primer a Veneçuela, després es va traslladar a Puerto Rico on va fundar la hisenda de cafè «La Buena Vista» a Ponce. En la seva etapa d'alcalde va construir l'històric edifici Casa Alcaldía de Ponce amb l'arquitecte Francisco Gil Capó. Els arbres que es troben a la Plaza Las Delicias van ser plantats també en la seva etapa com a alcalde. Una de les principals vies de Ponce és la Calle Vives que va ser anomenada després de la seva defunció i per proclamació a l'ajuntament el 1863.